# Boisredon
Boisredon ist eine französische Gemeinde mit 713 Einwohnern (Stand 1. Januar 2022) im Département Charente-Maritime in der Region Nouvelle-Aquitaine (vor 2016 Poitou-Charentes); sie gehört zum Arrondissement Jonzac und zum Kanton Pons. Die Einwohner werden Boisredonnais genannt.

## Geographie
Boisredon liegt etwa 65 Kilometer nördlich von Bordeaux. Umgeben wird Boisredon von den Nachbargemeinden Mirambeau im Nordwesten und Norden, Soubran im Norden und Nordosten, Courpignac im Osten, Val-de-Livenne im Süden, Saint-Palais im Südwesten und Westen sowie Pleine-Selve im Westen.
Durch die Gemeinde führt die Autoroute A10.

## Bevölkerungsentwicklung
| Jahr                       | 1962 | 1968 | 1975 | 1982 | 1990 | 1999 | 2006 | 2019 |
| Einwohner                  | 772  | 685  | 644  | 656  | 603  | 600  | 621  | 693  |
| Quellen: Cassini und INSEE |      |      |      |      |      |      |      |      |

## Sehenswürdigkeiten

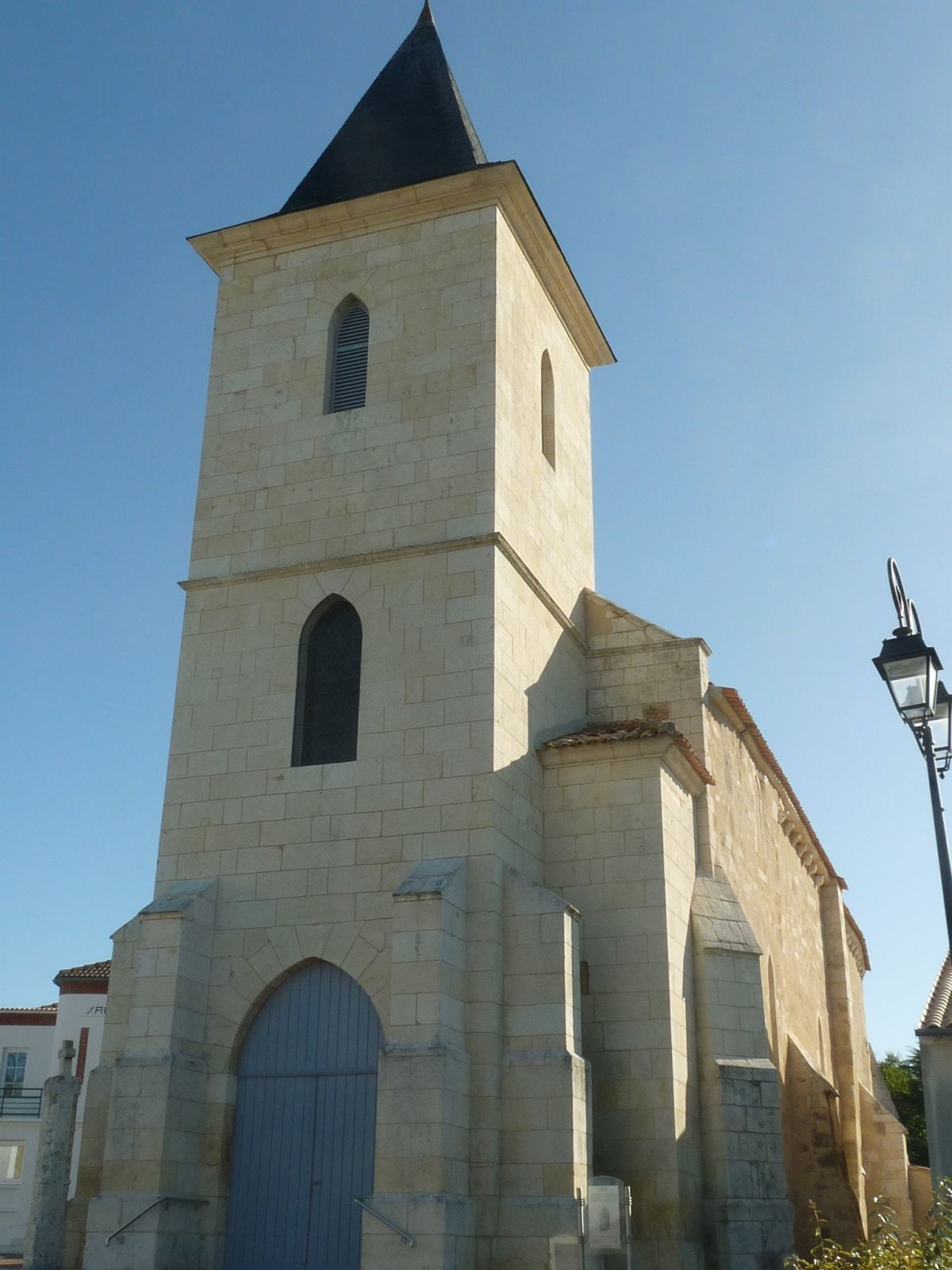
Kirche Saint-Pierre

- Kirche Saint-Pierre-des-Clés aus dem 12. Jahrhundert, seit 1911 Monument historique

Siehe auch: Liste der Monuments historiques in Boisredon